# József Balla (politik)
József Balla, též Josef Balla (4. září 1881 Eseň – ???), byl československý politik maďarské národnosti z Podkarpatské Rusi a meziválečný senátor Národního shromáždění ČSR za Československou sociálně demokratickou stranu dělnickou.

## Biografie
Narodil se v obci Eseň (maďarsky Eszeny). Profesí byl tajemníkem v Berehovu. Působil jako tajemník Československé sociálně demokratické strany dělnické pro etnicky maďarskou část Podkarpatské Rusi. Byl redaktorem listu Szababadszág a předsedou pobočky Dělnické akademie v Berehovu. Byl rovněž předsedou okresní odborové organizace a členem městské rady v Berehovu. Zde do září 1938 bydlel.
V parlamentních volbách v roce 1935 získal senátorské křeslo v Národním shromáždění. V senátu setrval do listopadu 1938, kdy jeho mandát zanikl v důsledku změn hranic Československa. Tehdy bydlel v Chustu.